# Otto Stählin
Otto Stählin (* 22. Januar 1868 in Reutti; † 14. Juni 1949 in Erlangen) war ein deutscher klassischer Philologe und Theologe.

## Leben
Da er schon als kleines Kind bei seiner Großmutter lesen lernte, besuchte er früh die Volksschule und bereits mit neun Jahren die Lateinschule. Danach ging er zwei Jahre in Öttingen zur Schule, und die letzten vier Gymnasialklassen durchlief er in Augsburg im Gymnasium bei St. Anna. Nach dem Abitur 1885 begann er ein Studium in Erlangen, nahm aber aus gesundheitlichen Gründen im Winter ein Urlaubssemester, das er bei seiner Mutter in Davos verbrachte. Im Sommer 1886 begann er schließlich erneut das Studium der Theologie und der Klassischen Philologie. In Erlangen trat er 1886 der christlichen Studentenverbindung Uttenruthia im Schwarzburgbund bei. Als Schüler von August Luchs und Iwan von Müller konzentrierte er sich auf das Studium der Philologie und verbrachte das Studienjahr 1887/88 in München, um dort als jüngster und bester von allen 39 Teilnehmern das Staatsexamen zu bestehen. Obwohl er danach nach Erlangen zurückkehrte, um sich der Theologie zu widmen, konnten ihn seine früheren Lehrer zu einer wissenschaftlichen Arbeit überreden, mit der er am 2. Dezember 1889 promoviert wurde: Observationes criticae in Clementem Alexandrinum. Erst anschließend schloss er sein Theologiestudium im August 1890 erfolgreich ab.
Die Jahre bis 1894 verbrachte Stählin im Militärdienst, als Inspektor bei St. Anna und auf Reisen in Italien, Griechenland und Kleinasien, die ihm durch ein staatliches Reisestipendium ermöglicht wurden. Im August 1894 wurde er zum Gymnasiallehrer ernannt und Adolf Harnack beauftragte ihn im Frühjahr 1895 mit der Herausgabe der Schriften des Clemens von Alexandria. Neben dem Schulunterricht verbrachte er deshalb einige Zeit in der Nationalbibliothek in Paris und in vielen italienischen Bibliotheken, um die griechischen Handschriften, in denen die Werke Clemens’ enthalten waren, zu untersuchen. Im Herbst 1902 wurde er an das Maximiliansgymnasium in München versetzt, wo das enorme Arbeitspensum seine Untersuchungen stark beeinträchtigte. Durch den Zugriff auf wertvolle Informationen der dortigen Staatsbibliothek konnte er dennoch die ersten beiden Bände der Clemens-Ausgabe 1905 und 1906 vollenden.
Als Folge wurde Stählin im Herbst 1908 als ordentlicher Professor der Klassischen Philologie und Pädagogik an die Universität Würzburg berufen, an der er den dritten Band 1909 vollendete, aber den noch ausstehenden Registerband hinter seine anderen Arbeiten stellen musste. Im Jahr 1913 erhielt er einen Ruf als Professor der Klassischen Philologie und Gymnasialpädagogik und Lehrstuhlinhaber der klassischen Philologie in Erlangen, den er annahm.
Nach Ausbruch des Ersten Weltkriegs stellte Stählin sich freiwillig als Oberleutnant, später als Hauptmann im Heeresdienst in Kösching und Sennelager zur Verfügung und erhielt das Eiserne Kreuz II. Klasse. Er war Mitunterzeichner der Erklärung der Hochschullehrer des Deutschen Reiches für den preußischen Militarismus vom 23. Oktober 1914. Im Herbst 1916 ließ er sich nach Erlangen versetzen, um bis Kriegsende die akademische Lehrtätigkeit mit seinen militärischen Aufgaben zu verbinden.
In der schwierigen Zeit der Inflation war Stählin im Studienjahr 1921/22 Rektor der Universität Erlangen und 1925 Organisator und Erster Vorsitzender der 55. Versammlung deutscher Philologen und Schulmänner mit mehr als 1000 Teilnehmern. Er engagierte sich sozial, auch in Form der Unterstützung der deutschen Jugendbewegung, bis ihn Adolf Harnack zur Fertigstellung der Clemens-Ausgabe mahnte. Durch seinen freiwilligen Eintritt in den Ruhestand am 1. April 1935 erhielt er die nötige Ruhe, die Arbeit am Registerband bereits 1936 zu beenden. Er wurde 1940 zum ordentlichen Mitglied der Bayerischen Akademie der Wissenschaften gewählt. Obwohl er 1935 emeritiert wurde, blieb er bis zu seinem Tod ordentlicher Professor.
Stählin organisierte in den 1930er Jahren mehrere Griechenland-Reisen (Hellasfahrten für Lehrer und Schüler deutscher Gymnasien) zusammen mit dem Fabrikanten Oskar Mey, der die Finanzierung großzügig unterstützte. Über eine dieser Reisen berichtete der Gymnasiallehrer Viktor Gebhard 1932: Nach einer mehrtägigen Schiffsreise mit Landungen in Karthago, Syrakus, Malta und Leptis Magna verlief die Rundreise in Griechenland von Nafplio über Epidauros nach Mykene, Tiryns, Athen und Delphi. Die Reise mit über 375 Teilnehmern dauerte etwas über zwei Wochen, vom 29. März bis 15. April 1932.
Durch den frühen Tod seines jüngsten Sohnes 1944, ein Augenleiden und Arteriosklerose wurde Stählins Lebenskraft sehr geschwächt. Nach einem schweren letzten Lebensjahr wurde er im Juni 1949 mit einem Aneurysma in die Klinik gebracht und starb dort an einer Lungenentzündung.

## Familie
Otto Stählin stammte aus einer alten Pfarrers- und Gelehrtenfamilie. Er war der Sohn des evangelischen Pfarrers und Indienmissionars Wilhelm Stählin (1831–1886) und seiner Frau Sophie geb. Hauser. Seine Großeltern väterlicherseits waren der Pfarrer Martin Stählin (1781–1855) und dessen Frau Ida Brack (1796–1885), zu deren 14 Kindern auch der bayerische Oberkonsistorialpräsident Adolf von Stählin und die Oberin von Neuendettelsau Therese Stählin zählten. Ottos jüngerer Bruder war der lutherische Theologe und Bischof Wilhelm Stählin (1883–1975).
Stählin war seit dem 4. April 1899 mit Anna Seiler, einer Enkelin Heinrich Rankes verheiratet, mit der er drei Söhne und zwei Töchter hatte: Gustav (1900–1985), Professor der Theologie, Adolf (1901–1992), Professor der landwirtschaftlichen Hochschule, Johannes (1913–1944), Jurist, der im August 1944 in Nordfrankreich fiel, Sophie (* 1903), Medizinerin, und Agnes (1919–1987), Altphilologin.

## Ehrungen
Die Theologische Fakultät der Universität Erlangen verlieh Stählin 1927 den Ehrendoktor in Theologie, und anlässlich der Zweihundertjahrfeier der Universität Erlangen am 4. November 1943 wurde der Geheimrat Otto Stählin zum Ehrensenator ernannt.

## Schriften (Auswahl)
- als Hrsg.: Clemens Alexandrinus.:
  - Band 1: Protrepticus und Paedagogus. Hinrichs, Leipzig 1905 (Digitalisat).
  - Band 2: Stromata, Buch I–VI (= Die griechischen christlichen Schriftsteller der ersten drei Jahrhunderte. Band 15). Hinrichs, Leipzig 1906 (ZDB-ID 504606-3).
  - Band 3: Stromata, Buch VII–VIII. Excerpta ex Theodoto. Eclogae propheticae. Quis dives salvetur. Fragmente. Hinrichs, Leipzig 1909 (Digitalisat).
  - Band 4: Register. Hinrichs, Leipzig 1936 (Digitalisat).
- Welcher Reiche wird gerettet werden? / Klemens von Alexandrien. Dt. Übers. von Otto Stählin. Kösel, München 1983, ISBN 3-466-25031-5.
- Die deutsche Jugendbewegung. Ihre Geschichte, ihr Wesen, ihre Formen. A. Deichert, Leipzig; Erlangen 1922.
- Die hellenistisch-jüdische Literatur. C. H. Beck, München 1921.
- Die altchristliche griechische Literatur. C. H. Beck, München 1924.